# ベントレー・ミュルザンヌ (2010)
ミュルザンヌ（Mulsanne ）は、イギリスの自動車メーカーベントレーが販売していた高級車である。名前はル・マン24時間レースで5勝したことに代表されるベントレーのレースの歴史に由来する。ミュルザンヌはル・マン24時間レースで使用されるサルト・サーキットの最も長いストレートであるユノディエールが終わった南端にある、右直角カーブの名前である。

## 概要

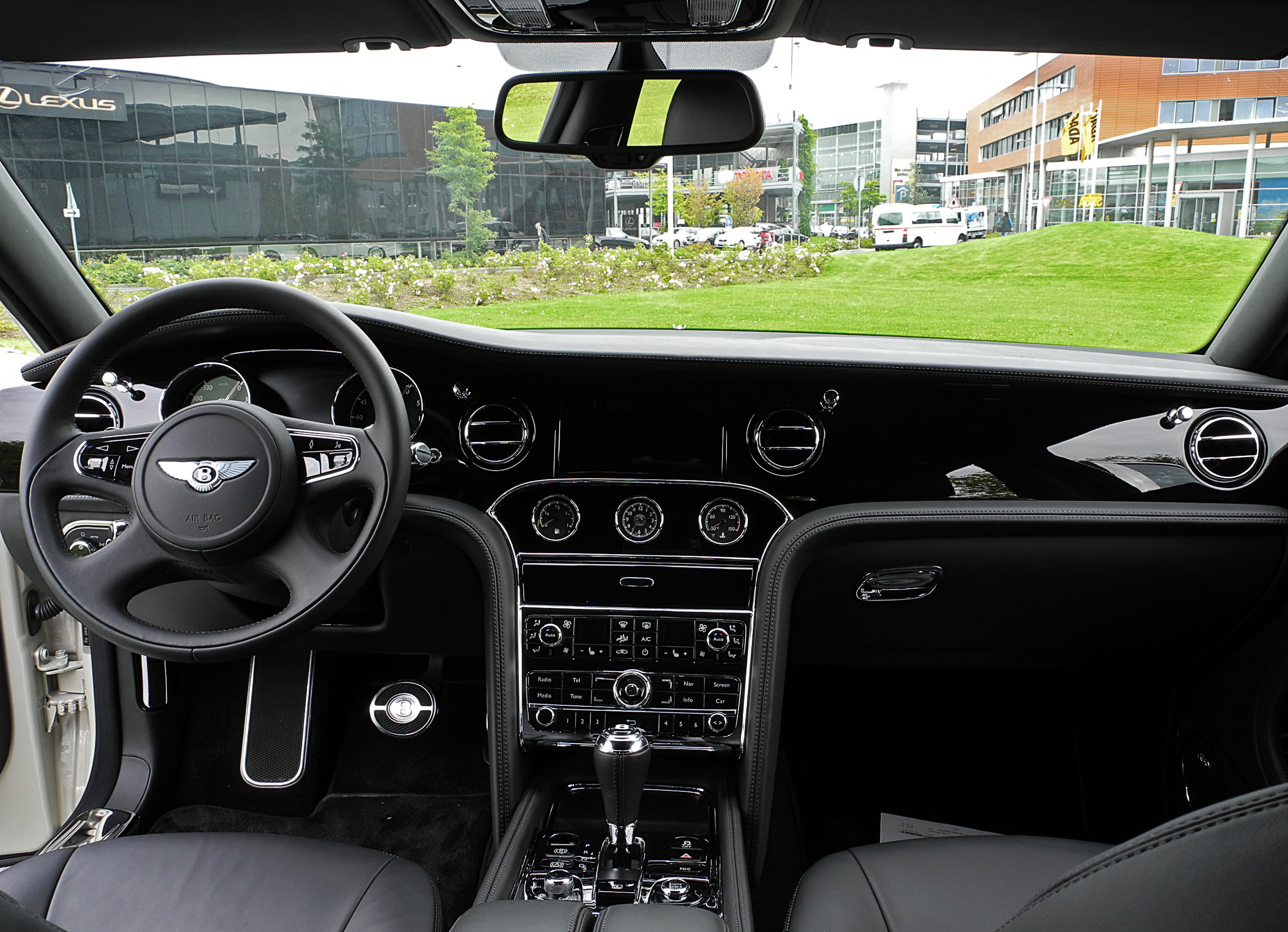
車内

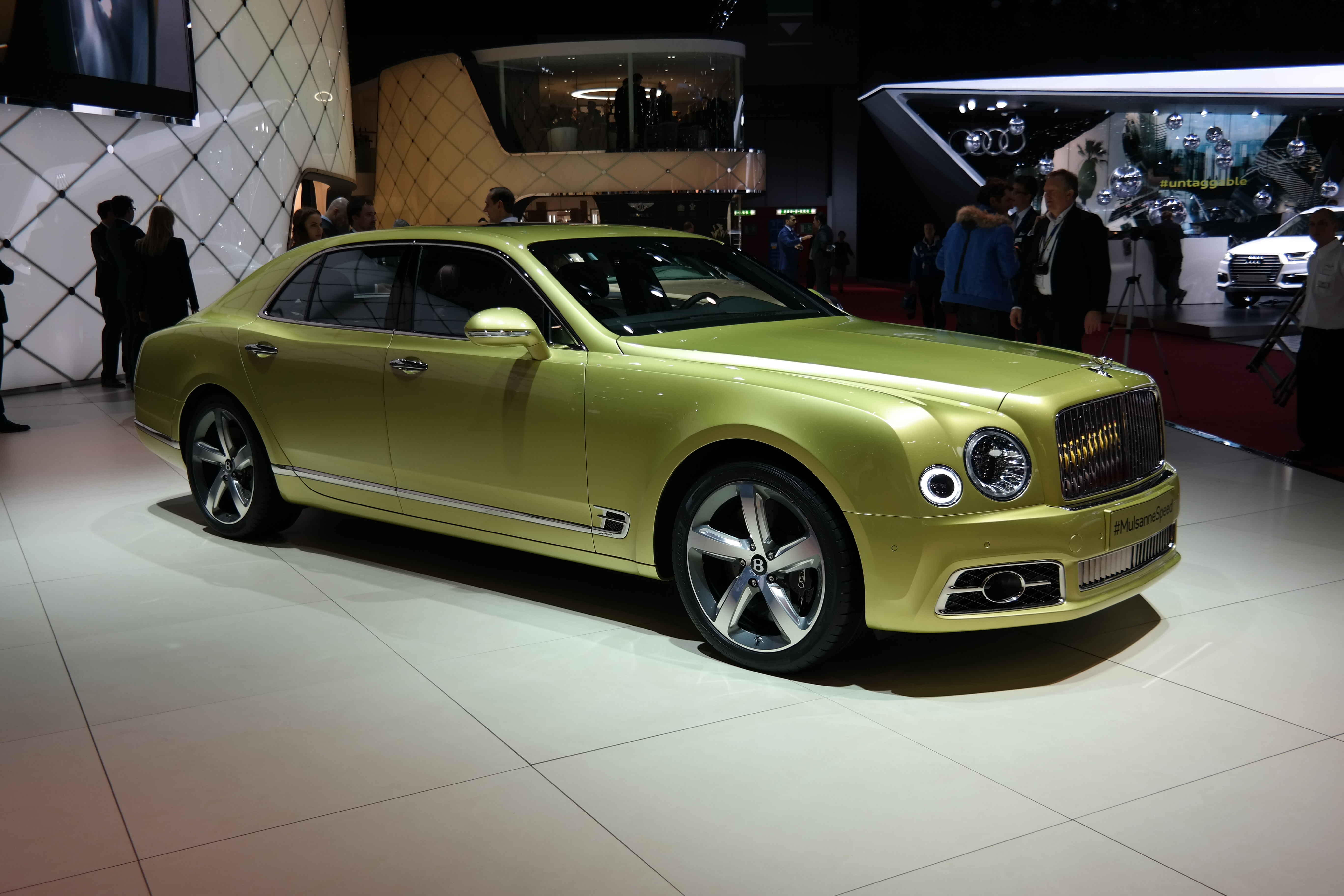
ベントレー・ミュルザンヌスピード

ベントレー・アルナージに代わるフラッグシップであるミュルザンヌは、2009年（平成21年）8月16日にペブルビーチ・コンクール・デレガンス2009で発表され、2010年（平成22年）から販売開始された。
エンジンはユーロ5を満たすよう大幅に改修された6,750ccV型8気筒のロールス・ロイス時代からのエンジンが引き続き搭載された。二酸化炭素や排出ガスの削減や燃費の向上を達成するためにエンジンは再設計により軽量化されたほか、可変シリンダーシステムや可変バルブ機構が採用された。ミュルザンヌは1930年（昭和5年）のウォルター・オーウェン・ベントレーの設計による8リットルモデル以来、80年ぶりにベントレーモーターズにより独自設計された旗艦モデルである。
2020年1月14日、ミュルザンヌの生産終了が発表された。ミュルザンヌの生産終了後は、「フライング・スパー」の2代目モデルがベントレーのフラッグシップモデルとなる。同時に最終モデルとなる「6.75エディションbyマリナー」が発表された。世界限定30台。

## 価格と機能
イギリスでの価格は税金と配送料を含め、£220,000からとなっている。114の外装色、21のカーペット色、9のウッドトリム、24の内装革が選択でき、注文後およそ9週間かけて組み立てられる。さらに、アルナージと比較してより先進的なテクノロジーが導入されており、iPod/MP3やBluetoothに対応したネイム・オーディオ製オーディオシステムが搭載される。
1台目の車は、ペブルビーチのイベントでのオークションで$550,000で販売された。